# Abraham Calov
Abraham Calov (łac. Abraham Calovius; ur. 16 kwietnia 1612 w Mohrungen, zm. 25 lutego 1686 w Wittenberdze) – niemiecki ortodoksyjny teolog luterański i filozof. Pastor luterański, rektor Gdańskiego Gimnazjum Akademickiego oraz profesor Uniwersytetu w Königsbergu i Uniwersytetu w Wittenberdze. Uczestnik Colloquium charitativum.

## Życiorys
Urodził się w Mohrungen (obecnie Morąg). Po ukończeniu szkoły miejskiej w Morągu kontynuował naukę w gimnazjum w Toruniu (1624) oraz w Königsbergu (obecnie Królewiec, 1625). Do Mohrungen powrócił w czasie epidemii dżumy.
Posiadając elektorskie stypendium w lutym 1626 immatrykulował się na kierunku sztuki wyzwolone na Uniwersytecie w Königsbergu. W roku 1632 został magistrem filozofii, a następnie podjął studia na kierunku teologii.
Od września 1634 mieszkał w Rostocku gdzie przez trzy lata prowadził publiczne i prywatne wykłady z filozofii i teologii. Wojna trzydziestoletnia uniemożliwiła mu dalsze studia teologiczne, które zamierzał kontynuować w Jenie i Wittenberdze. W roku 1637 doktoryzował się na kierunku teologii na Uniwersytecie w Rostoku oraz został adiunktem fakultetu filozofii na Uniwersytecie w Königsbergu. W roku 1640 został profesorem nadzwyczajnym na katedrze teologii.
W latach 1643–1650 był pastorem kościoła św. Trójcy w Gdańsku oraz profesorem teologii i rektorem Gdańskiego Gimnazjum Akademickiego. W 1645 uczestniczył w Colloquium charitativum, wspólnym zjeździe katolików, luteran i kalwinistów, gdzie występował przeciw synkretyzmowi. Założył fundację Aerarium pauperum studiosorum. Z zajmowanych funkcji ustąpił w roku 1650, w okresie gdańskich sporów luteran i kalwinistów.
31 lipca 1650 został profesorem fakultetu teologii na Uniwersytecie w Wittenberdze, gdzie wielokrotnie piastował godność dziekana fakultetu teologicznego. Od listopada 1650 roku był członkiem wittenberskiego konsystorium oraz zastępował starzejącego się pastora miejscowego kościoła Paula Röbera. W 1652 (rok po śmierci Röbera) został wybrany w jego miejsce pastorem oraz mianowany przez księcia elektora saskiego Johanna Georga II Wettyna generalnym superintendentem Saksonii.
W Wittenberdze pozostał do końca życia zajmując się wyłącznie sporami teologicznymi i polemicznymi publikacjami, w których podejmował dyskusje z katolikami, kalwinistami i braćmi polskimi. Szczególnie zwalczał synkretystów i ich czołowego przedstawiciela, Georga Calixta, z którym pozostawał w sporze od Colloqium charitativum. Zyskał miano wybitnego polemisty. Wdał się też w ostry spór z Christianem Dreierem nadwornym kaznodzieją w Königsbergu, w wyniku którego elektor brandenburski Fryderyk Wilhelm w 1662 wydał edykt zakazujący brandenburskim studentom kształcenia się na fakultetach filozofii i teologii Uniwersytetu w Wittenberdze. Sposób polemik które prowadził spowodował poróżnienie z własnym księciem, Johannem Georgiem II, gdy bez jego zgody opublikował dzieło Historia Syncretismi (1682).
Zmarł w wyniku apopleksji. Po jego śmierci w kościele w Wittenberdze wzniesiono mu epitafium.

## Dzieła
- Metaphysica divina (1640)

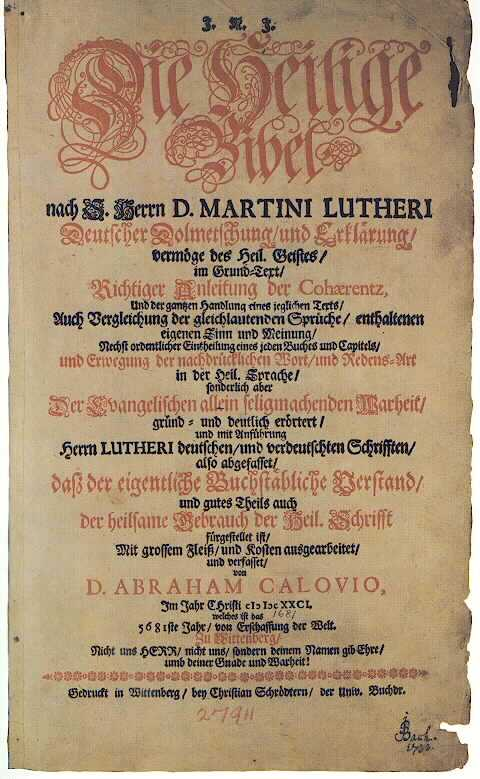
Biblia Calova z sygnaturą J.S. Bacha

- Theologia apostolicus Romana (1648)
- Scripta philosophica (1650/1651)
- Synopsis controversiarum (1652)
- Syncretismus Calixtinus (1653)
- Consensus repetitus fidei Lutheranae (1655)
- Harmonia Calixtine-haeretica (1655)
- Systema locorum theologicorum (1655–1677), niedokończone, dwunastotomowe główne jego dzieło dogmatyczne
- Biblia illustrata (1672–1676 i 1719), 4 tomy
- Scripta philosophica (1673)
- Historia syncretistica (1682)
- Biblia Calova (Heilige Bibel nach Herrn Martini Lutheri Dolmetschung und mit Anführung von Lutheri deutschen und verdeutschen Schriften abgefasst, 1682), trzytomowa Biblia Lutra z jego komentarzami, przez długi czas uważana za zaginioną.

## Życie rodzinne
Był synem Petera Kalau (zm. 1631) podskarbiego sądowego elektorów brandenburskich w Morągu oraz jego żony Katheriny (zm. 1629), córki burmistrza Mohrungen.
Był sześciokrotnie żonaty. Miał 13 dzieci (wszystkie zmarły przed rokiem 1684).